# Copa de España de la clase Snipe
La Copa de España es la segunda competición más importante que la clase internacional Snipe de vela celebra en España, por detrás del campeonato de España. 
Se disputa anualmente desde 1988, cuando se celebró en Mahón por primera vez. Organiza la competición el club elegido cada año por la asamblea nacional de la clase snipe en España. Se adjudica el trofeo la tripulación ganadora.
Anteriormente, desde 1956, se disputaron la Copa de Su Excelencia el Jefe del Estado y la Copa de Su Majestad el Rey en el Real Club Marítimo de Barcelona, y el Trofeo de Su Excelencia el Generalísimo en el Real Club Náutico de La Coruña. 

## Palmarés
| Año  | Sede                      | Campeones                                       | Flota                         |
| 1988 | CM Mahón                  | Damián Borrás/Luciano García                    | 187 CM Mahón                  |
| 1989 | CR Valmayor               | Javier López-Vázquez/Javier Gutiérrez           | 150 RCM Santander             |
| 1990 | RCM Santander             | Javier López-Vázquez/Javier Gutiérrez           | 150 RCM Santander             |
| 1991 | RCN Vigo                  | Carlos Llamas/Javier Gutiérrez                  | 146 RC Mediterráneo           |
| 1992 | RC Mediterráneo           | Ricardo Rubio/Ricardo Solana                    | 150 RCM Santander             |
| 1993 | RCR Santiago de la Ribera | Carlos Llamas/César Trabado                     | 146 RC Mediterráneo           |
| 1994 | RCN Valencia              | Carlos Llamas/Álvaro Echevarría                 | 146 RC Mediterráneo           |
| 1995 | CM SA de la Playa         | Carlos Llamas/Javier Gutiérrez                  | 146 RC Mediterráneo           |
| 1996 | RCN La Coruña             | David Saura/Víctor Moncloa                      | 187 CM Mahón                  |
| 1997 | RCN Gran Canaria          | Aureliano Negrín/David Martín                   | 623 RCN Arrecife              |
| 1998 | RCN Castro-Urdiales       | Aureliano Negrín/David Martín                   | 623 RCN Arrecife              |
| 1999 | CM Almería                | Aureliano Negrín/David Martín                   | 623 RCN Arrecife              |
| 2000 | RCN Adra                  | Aureliano Negrín/David Martín                   | 623 RCN Arrecife              |
| 2001 | CM Mahón                  | Francisco Sánchez/Marina Sánchez                | 148 RCR Santiago de la Ribera |
| 2002 | CM Almería                | Pablo Fresneda/Alejandro Fresneda,              | 278 CM Almería                |
| 2003 | RC Astur de Regatas       | David Saura/Jordi Triay                         | 187 CM Mahón                  |
| 2004 | CN Elcano                 | Francisco Ibáñez/Juan Ignacio Merayo            | 648 RCN Puerto Pollensa       |
| 2005 | CD Cubillas               | Martín Bermúdez de la Puente/Inés Rubio         | 281 LC Villagarcía            |
| 2006 | RCR Santiago de la Ribera | Francisco Sánchez/Marina Sánchez                | 148 RCR Santiago de la Ribera |
| 2007 | RCN Tenerife              | Rayco Tabares/Gonzalo Morales                   | 623 RCN Arrecife              |
| 2008 | RCN Madrid                | Francisco Sánchez/Marina Sánchez                | 148 RCR Santiago de la Ribera |
| 2009 | CN Islas Menores          | Alfredo González/Cristian Sánchez               | CIDN Lanzarote                |
| 2010 | RCM Santander             | Francisco Sánchez/Marina Sánchez                | 148 RCR Santiago de la Ribera |
| 2011 | RCN Arrecife              | Gustavo del Castillo/Felipe Llinares            | 287 RCN Gran Canaria          |
| 2012 | RCN Valencia              | Rayco Tabares/Gonzalo Morales                   | 623 RCN Arrecife              |
| 2013 | CM Almería                | Alberto Parrón/Ángel Parrón                     | 776 RCN Adra                  |
| 2014 | RCR Cartagena             | Jordi Triay/Lluis Mas                           | 187 CM Mahón                  |
| 2015 | CN Ría de Ares            | Raúl de Valenzuela/Antolín Alejandre            | 278 Club de Mar de Almería    |
| 2016 | RCN Vigo                  | Jordi Triay/Lluis Mas                           | 187 CM Mahón                  |
| 2017 | RC Mediterráneo           | Rayco Tabares/Gonzalo Morales                   | 623 RCN Arrecife              |
| 2018 | RC Astur de Regatas       | Gustavo del Castillo/Rafael del Castillo        | 287 RCN Gran Canaria          |
| 2019 | RCM Marbella              | Agustín Zabalúa/Louis Moysan                    | 154 RCN Valencia              |
| 2021 | CN Los Nietos             | Francisco Sánchez/Marina Sánchez                | 148 RCR Santiago de la Ribera |
| 2022 | RCN Cádiz                 | Alfredo González/Cristian Sánchez               | 623 RCN Arrecife              |
| 2023 | RCR Santiago de la Ribera | Francisco Sánchez/Marina Sánchez                | 148 RCR Santiago de la Ribera |
| 2024 | RC Mediterráneo           | Leonardo Armas Lasso/Miguel Bethencourt Fuentes | 623 RCN Arrecife              |

^En 2020 se canceló debido a la pandemia de COVID-19